# Richland (Washington)
Pour les articles homonymes, voir Richland.
Richland est une ville américaine, située dans le comté de Benton au sud-est de l'État de Washington, à la confluence du Columbia et de la Yakima.
Elle appartient, avec Pasco et Kennewick, au regroupement des « Tri-Cities ».
Le laboratoire national de Hanford se situe à proximité.

## Patrimoine
Richland abrite le temple mormon de Columbia River.